# Jan Rybkowski
Jan Izydor Rybkowski est un réalisateur, scénariste et pédagogue polonais né le 4 avril 1912 à Ostrowiec Świętokrzyski et mort le 29 décembre 1987 à Konstancin-Jeziorna.

## Biographie
Jan Rybkowski est né le 4 avril 1912 à Ostrowiec Świętokrzyski, dans la voïvodie de Sainte-Croix, en Pologne. Il est le fils de Bolesław Rybkowski.
Dans son enfance, il fréquente l'école primaire de Częstocice et le lycée Joachim Chreptowicz (pl) d'Ostrowiec Świętokrzyski. En 1935, il obtient un diplôme d'architecte d'intérieur dans une école d'art de Poznań, puis à l'Institut national d'art dramatique de Varsovie.
Jusqu'à l'éclatement de la guerre, il travaille dans les théâtres de Varsovie de la Société pour la promotion de la culture théâtrale (pl). Juste avant le siège de Varsovie, il s'est rendu à Vilnius, puis à Grodno, où se trouvait un théâtre polonais d'URSS. Après le bombardement du théâtre, il retourne à Białystok, puis à Ostrowiec.
Il est déporté à Dresde pour y travailler. Après le bombardement de Dresde, il est resté en République tchèque jusqu'à la fin de la guerre.
Après la guerre, il vient à Cracovie, puis à Łódź, où il s'engage dans le théâtre de l'armée polonaise, puis dans le théâtre d'Erwin Axer (pl). Il a commencé à travailler sur son premier film, "La maison solitaire", en 1947, mais en raison de réserves des autorités polonaises du cinéma et du ministère de la Culture, ce dernier n'a dans un premier temps pas été distribué, afin d'y ajouter des éléments d'apologie du pouvoir communiste.
De 1974 à 1977, il est doyen du département de réalisation de l'école de cinéma de Łódź.
À partir de 1948, il est membre du Parti ouvrier unifié polonais. Le 4 mai 1968, dans ce qui apparait comme une forme d'épuration politique dans son milieu professionnel, l'organisation du parti communiste du cinéma polonais lui a adressé une "réprimande"  car il lui est reproché, tout comme au cinéaste Aleksander Ford, "d'avoir pris des initiatives nuisibles concernant des coproductions avec des firmes ouest-allemandes", entretenant "des contacts" avec le producteur berlinois Artur Brauner".
Il meurt le 29 décembre 1987 à Konstancin-Jeziorna dans la voïvodie de Mazovie, en Pologne et est enterré au cimetière militaire de Powązki à Varsovie (section A33-1-9).
Le film Warszawskie gołębie (pl) de Henryk Bielski, sorti en 1988, a été dédié à Jan Rybkowski (cela est indiqué par des sous-titres au début du film).

## Filmographie

### Films

#### Réalisateur
- 1949 : Dom na pustkowiu
- 1950 : Warszawska premiera
- 1951 : Pierwsze dni
- 1953 : Sprawa do załatwienia
- 1954 : Autobus odjeżdża 6.20
- 1955 : Godziny nadziei
- 1956 : Nikodem Dyzma
- 1957 : Kapelusz pana Anatola
- 1958 : Pan Anatol szuka miliona
- 1958 : Ostatni strzał
- 1959 : Inspekcja pana Anatola
- 1961 : Dziś w nocy umrze miasto
- 1962 : Spóźnieni przechodnie
- 1962 : Spotkanie w "Bajce"
- 1963 : Naprawdę wczoraj
- 1965 : Wizyta u królów
- 1965 : Sposób bycia
- 1965 : Człowiek z kwiatem w ustach
- 1966 : Odwiedziny o zmierzchu
- 1966 : Niebo bez słońca
- 1967 : Kiedy miłość była zbrodnią
- 1967 : Bardzo starzy oboje
- 1968 : Wniebowstąpienie
- 1970 : Album polski
- 1973 : Chłopi
- 1974 : Gniazdo
- 1975 : Dulscy
- 1977 : Granica
- 1983 : Marynia

#### Scénariste
- 1950 : Warszawska premiera
- 1954 : Autobus odjeżdża 6.20
- 1957 : Kapelusz pana Anatola
- 1959 : Inspekcja pana Anatola
- 1961 : Dziś w nocy umrze miasto
- 1962 : Spotkanie w "Bajce"
- 1965 : Wizyta u królów
- 1965 : Człowiek z kwiatem w ustach
- 1966 : Odwiedziny o zmierzchu
- 1966 : Niebo bez słońca
- 1967 : Kiedy miłość była zbrodnią
- 1968 : Wniebowstąpienie
- 1973 : Chłopi
- 1975 : Dulscy

#### Acteur
- 1957 : Autobus odjeżdża 6.20 : soudeur à l'aciérie Bolesław
- 1962 : Spóźnieni przechodnie : réalisateur en train de tourner le film

### Séries télévisées

#### Réalisateur
- 1972 : Chłopi
- 1978 : Rodzina Połanieckich
- 1980 : Kariera Nikodema Dyzmy

#### Scénariste
- 1972 : Chłopi
- 1980 : Kariera Nikodema Dyzmy

## Récompenses et distinctions
En 1952, il reçoit le prix d'État du deuxième degré.
En 1957, Rybkowski reçoit la Croix de commandeur et la Croix de chevalier de l'Ordre Polonia Restituta, ainsi que l'Ordre de la Bannière du Travail de seconde classe. Le 18 juillet 1957, il obtient la Médaille du 40e anniversaire de la République populaire de Pologne (pl).
Le 31 janvier 2012, le conseil municipal d'Ostrowiec Świętokrzyski a adopté à l'unanimité une résolution établissant 2012 comme l'année de Jan Rybkowski.
Le 30 mars 2012, la Diète de la République de Pologne a adopté une résolution commémorant Jan Rybkowski à l'occasion du 100e anniversaire de sa naissance.